# Heliconius hippolyte
Heliconius hippolyte är en fjärilsart som beskrevs av Bates 1862. Heliconius hippolyte ingår i släktet Heliconius och familjen praktfjärilar. Inga underarter finns listade i Catalogue of Life.